# ريبيكا ريتنهاوس
ريبيكا ريتنهاوس (بالإنجليزية: Rebecca Rittenhouse) (ولدت ريبيكا ريتنهاوس ميدرز؛ 30 نوفمبر 1988) ممثلة أمريكية. لعبت دور كودي ليفيفير في المسلسل التلفزيوني بلود أند أويل على قناة أيه بي سي، والدكتورة آنا زيف في المسلسل الكوميدي الرومانسي ذا ميندي بروجيكت على قناة هولو، وماغي في حلقة "The Body" من المسلسل التلفزيوني في الظلام. قامت ريتنهاوس بدور البطولة في المسلسل الكوميدي ماغي على قناة هولو.

## روابط خارجية
- ريبيكا ريتنهاوس على موقع IMDb (الإنجليزية)
- ريبيكا ريتنهاوس على موقع ميتاكريتيك (الإنجليزية)
- ريبيكا ريتنهاوس على موقع روتن توميتوز (الإنجليزية)
- ريبيكا ريتنهاوس على موقع ألو سيني (الفرنسية)
- ريبيكا ريتنهاوس على موقع قاعدة بيانات الفيلم (الإنجليزية)
- rebeccarittعلى تويتر.